# Рожнов, Вячеслав Владимирович
Вячесла́в Влади́мирович Рожнов (род. 18 февраля 1951) — российский учёный-териолог, специалист в области экологии животных, научный руководитель Института проблем экологии и эволюции имени А. Н. Северцова РАН, член-корреспондент РАН (2011), академик РАН (2016). Член экспертного совета национальной премии «Хрустальный компас»

## Биография
Родился 18 февраля 1951 года. В 1973 году окончил МСХА имени К. А. Тимирязева по специальности «Ученый зоотехник».
С 1974 года работает в Институте проблем экологии и эволюции имени А. Н. Северцова РАН.
Доктор биологических наук, профессор. Главный редактор журнала «Известия РАН. Серия биологическая» (с 2016). Член редколлегии журнала «Экология».
22 декабря 2011 года избран членом-корреспондентом РАН по Отделению биологических наук. 28 октября 2016 года избран академиком РАН.
Брат — палеонтолог академик С. В. Рожнов (род. 1948).

## Научная деятельность
Специалист в области экологии животных.
Разработчик концепции опосредованной хемокоммуникации млекопитающих, получил уникальные материалы по поведению, экологии и морфологии млекопитающих Средней и Юго-Восточной Азии, автор описаний новых видов.
Разработал ряд новых подходов и концепций, активно развивает неинвазивные и дистанционные методы исследований, методы спутниковой телеметрии и молекулярной диагностики в поведенческой экологии, а также для сохранения биоразнообразия. Под его руководством и с участием собран уникальный материал по биологии крупных хищников и морских млекопитающих — тигра, леопарда, ирбиса, белого медведя, белухи, серого кита.
Разработал научные основы сохранения редких видов млекопитающих, предложил для этого систему мер разных уровней.
Профессор Российского государственного аграрного университета — МСХА им. К. А. Тимирязева, читает спецкурсы «Поведенческая экология», «Териология».
Автор более 240 научных работ, в том числе 3 монографии.
Под его руководством защищены 3 кандидатских диссертации.

## Общественная деятельность[3]
- президент Териологического общества при РАН
- Ответственный секретарь и ответственный редактор Красной книги РФ, один из авторов Национальной стратегии сохранения биоразнообразия России, Стратегии сохранения редких и находящихся под угрозой исчезновения видов животных, растений и грибов
- начальник Постоянно действующей экспедиции РАН по изучению животных Красной книги РФ и других особо важных животных фауны России
- заместитель председателя Комиссии РАН по сохранению биологического разнообразия
- член двух диссертационных советов, председатель секции экспертов по млекопитающим Комиссии по редким и находящимся под угрозой исчезновения видам животных, растений и грибов Минприроды России
- член редколлегий журналов «Russian Journal of Theriology», «Поволжский экологический журнал»

## Список основных публикаций по проблемам степеведения
- Рожнов В. В. Амурский степной хорь Mustela eversmanni amurensis (Ognev, 1930) // Красная книга Российской Федерации. Животные. — М., 2001. — С. 634—635.
- Рожнов В. В. и др. Состояние монгольского сурка (тарбагана) (Marmota sibirica Radde, 1862) на территории России в начале XXI века // Бюл. МОИП. Отд. биол. — 2005. — Т. 110, № 4. — С. 21-32.
- Рожнов В. В., Абрамов А. В. Половой диморфизм перевязки Vormela peregusna (Carnivora: Mustelidae) // Изв. РАН. Сер. биол. — 2006. — № 2. — С. 183—187.
- Рожнов В. В., Мещерский И. Г., Холодова М. В. Результаты молекулярно-генетического исследования перевязки (Vormela peregusna, Carnivora: Mustelidae) // Докл. Акад. наук. — 2006. — Т. 407, № 4. — С. 567—570.
- Рожнов В. В., Мещерский И. Г., Абрамов А. В. Географическая изменчивость перевязки, Vormela peregusna (Carnivora: Mustelidae): молекулярно-генетический аспект // Докл. Акад. наук. 2008. — Т. 418, № 1. — С. 138—141.
- Рожнов В. В., Спасская Н. Н., Чибилёв А. А., Левыкин С. В. и др. Программа по восстановлению лошади Пржевальского в Оренбургской области — М.: Т-во научных изданий КМК. 2009. — 32 с.
- Рожнов В. В. Узники красной книги / Рожнов, Вячеслав Владимирович // Наука и жизнь.- № 3, 2010 (март). — С.23 — 28
- Рожнов В. В., Ячменникова А. А., Добрынин Д. В. О возможности выявления сайгака (Saiga tatarica) на спутниковых снимках высокого разрешения // Докл. Акад. наук. — 2014. — Т. 459, № 6. — С. 769—773.
- Rozhnov V. V. Marbled polecat (Vormela peregusna) // The Atlas of European Mammals / A.J. Mitchell-Jones, G. Amori, W. Bogdanowicz, B. Kryštufek, P.J.H. Reijnders, F. Spitzenberger, M. Stubbe, J.B.M. Thissen, V. Vohralík & J. Zima (Eds.). — London, 1999. — P. 340—341.

## Награды[1]
- Орден Дружбы Социалистической Республики Вьетнам (2008)
- Орден «Полярная звезда» Монгольской Народной Республики (2021)
- Медаль Ордена «За заслуги перед Отечеством» II степени (2023)
- Грамота Российской академии наук (2000)
- Почётная грамота Министерства природных ресурсов Российской Федерации (2001)
- Знак и Диплом «Почетный работник охраны природы» Министерства природных ресурсов Российской Федерации (2006)
- Знак и Диплом «Отличник охраны природы» Министерства природных ресурсов Российской Федерации (2008)
- Лауреат премии Фонда имени академика В. Е. Соколова (2009)
- Лауреат Премии за 2009 год "Международной академической издательской компании «Наука / Интерпериодика» за лучшую публикацию в издаваемых ею журналах (2010)